# Kovalivșciîna, Korosten
Kovalivșciîna (în ucraineană Ковалівщина) este un sat în comuna Veselivka din raionul Korosten, regiunea Jîtomîr, Ucraina.

## Demografie
Componența lingvistică a localității Kovalivșciîna
     Ucraineană (98,31%)
     Rusă (1,69%)
Conform recensământului din 2001, majoritatea populației localității Kovalivșciîna era vorbitoare de ucraineană (98,31%), existând în minoritate și vorbitori de rusă (1,69%).